# Quang Minh, Vân Hồ
Quang Minh là một xã thuộc huyện Vân Hồ, tỉnh Sơn La, Việt Nam.

## Địa lý
Xã Quang Minh có vị trí địa lý:
- Phía đông giáp tỉnh Hòa Bình
- Phía tây giáp xã Mường Men
- Phía nam giáp xã Chiềng Yên
- Phía bắc giáp xã Mường Tè.

Xã Quang Minh có diện tích 60,73 km², dân số năm 2020 là 2.180 người, mật độ dân số đạt 36 người/km².

## Hành chính
Xã Quang Minh được chia thành 5 bản: Bó, Coong, Lòm, Nà Bai, To Ngùi.

## Lịch sử
Sau năm 1975, xã Quang Minh thuộc huyện Mộc Châu.
Ngày 10 tháng 6 năm 2013, Chính phủ ban hành Nghị quyết 72/NQ-CP về việc chuyển xã Quang Minh thuộc huyện Mộc Châu về huyện Vân Hồ mới thành lập quản lý.